# Campeonato Português de Futebol 2008/2009
Campeonato português de futebol (2008-09) foi a edição do Campeonato português de futebol realizada entre 2008 e 2009.

## Primeira Liga
A Liga Sagres 2008/2009 foi a época septuagésima-quinta edição do primeiro escalão do campeonato português de futebol.
Foi a primeira edição da Liga Sagres, anteriormente chamada de BwinLiga, por motivos de mudança de patrocinador principal da campeão. O sorteio das jornadas da prova realizou-se a 7 de Julho. A primeira jornada iniciou-se a 22 de Agosto de 2008, e terminou a 24 de Maio de 2009.
O Porto sagrou-se campeão à 28ª jornada. Na última jornada o Belenenses e Trofense viram-se relegados para à Liga de Honra.

## Liga de Honra
Liga Vitalis 2008/2009 foi a 18ª edição da actual segunda divisão do futebol profissional de Portugal.
O sorteio das jornadas da prova realizou-se a 3 de Julho. A primeira jornada foi a 24 de Agosto de 2008, e está previsto que a prova termine a 24 de Maio de 2009. O Olhanense sagrou-se campeão à 29ª jornada garantindo também a promoção à Liga Sagres.

## Segunda Divisão
II Divisão 2008/2009 foi a  edição segunda divisão do futebol profissional de Portugal realizada em 2008 e 2009.
A final foi disputada a 30 de Maio no Estádio Municipal de Águeda. Opôs o Chaves a Fátima, vencedores das séries A e C, respectivamente, na 2ª fase (Fase de Subida) da edição, garantindo desta forma o acesso à Liga Vitalis 2009/2010.
O Chaves foi o campeão da prova.

## Terceira Divisão
III Divisão 2008/2009 foi a  edição terceira divisão do futebol profissional de Portugal realizada em 2008 e 2009.

## Taça da Liga
A Taça da Liga 2008/2009 foi a segunda edição da Taça da Liga de Portugal, também chamada, comercialmente, Carlsberg Cup.
Em relação à edição anterior sofreu algumas alterações na sua estrutura. O sorteio da prova realizou-se a 3 de Julho.
A final jogou-se a 21 de Março de 2009, no Estádio Algarve, em Faro, entre Benfica e Sporting. A final foi vencida pelo Benfica, na discussão por grandes penalidades, após terem acabado os 90 minutos regulamentares empatados a um golo com o Sporting.

## Taça de Portugal
O jogo da final foi apresentado a 21 de Maio, sendo que o vencedor da competição recebeu 500 mil euros, e o vencido 200 mil euros.
A final foi vencida pelo Porto, com um golo de Lisandro Lopez.

## Supertaça Cândido de Oliveira
A Supertaça Cândido de Oliveira relativa à época 2008-2009 foi a 31ª edição da Supertaça Cândido de Oliveira.
Jogou-se a 9 de Agosto de 2009, no Estádio Municipal de Aveiro. O jogo opôs o Futebol Clube do Porto, vencedor da Primeira Liga, ao finalista vencido da Taça de Portugal, Futebol Clube Paços de Ferreira.
O troféu foi ganho pelo Futebol Clube do Porto, ao derrotar Futebol Clube Paços de Ferreira, por dois golos, contra zero, marcados por Farías e Bruno Alves, aos 59 e 88 minutos, respectivamente.